# Mörttjärnarna (Ströms socken, Jämtland, 712897-147080)
Mörttjärnarna är en sjö i Strömsunds kommun i Jämtland och ingår i Ångermanälvens huvudavrinningsområde.